# کانیاسگورداس
کانیاسگورداس (انگلیسی: Cañasgordas) نام شهری در کشور کلمبیا است.